# 米卡·凱·利尼特
米卡·凱·利尼特（英語：Micah Kai Lynette，2001年3月17日—）是泰國花式滑冰運動員。他是2019年東南亞運動會銅牌得主，並參加了三屆國際滑冰總會錦標賽的決賽—2018年青年世界錦標賽、2019年四大洲錦標賽和2020 年四大洲錦標賽。

## 個人生活
利尼特於2001年3月17日在夏威夷州檀香山出生。他是來自泰國的Fai和Ethan Lynette的兒子，有兩個兄弟姐妹-雙胞胎兄弟Shane和妹妹Sasha。2019年他從華盛頓州貝靈厄姆的Sehome High School畢業。

## 外部連結
- Micah Kai Lynette在国际滑冰联盟的页面